# Liste der Rektoren der Albertus-Universität Königsberg

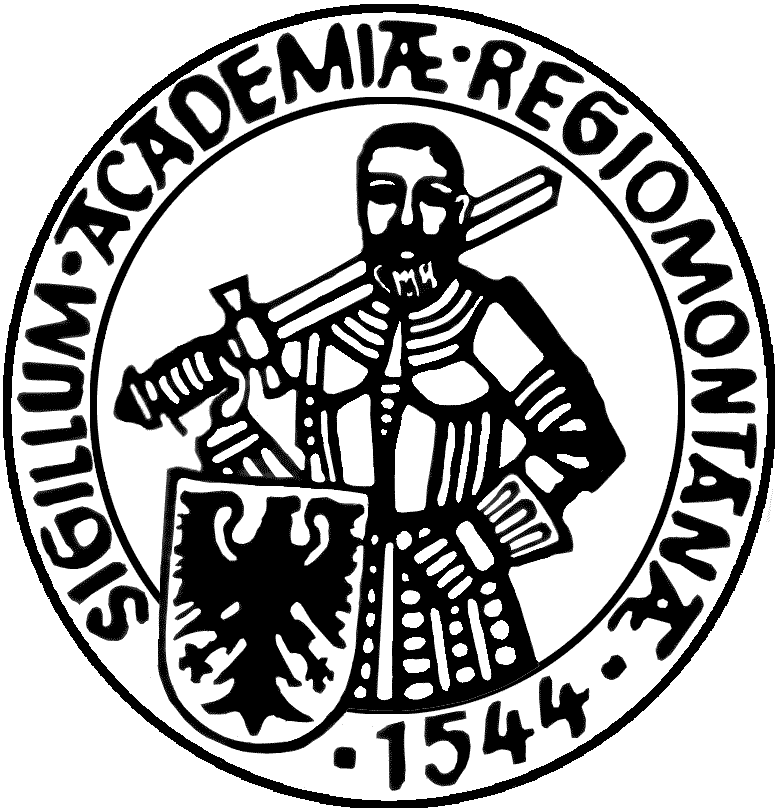
Universitätssiegel

Der erste Rektor der Albertus-Universität Königsberg war Georg Sabinus, der Schwiegersohn Philipp Melanchthons. Er führte die Bezeichnung eines Rector perpetuus. Die Grundzüge der Universitätsverfassung – Wahl des Rektors und der Dekane, Stellung des Senats, Vorlesungen und Ferien – erließ Herzog Albrecht am 28. Juli 1546 in den Constitutiones Academiae Regiomontanae.

## Rektor und Prorektor

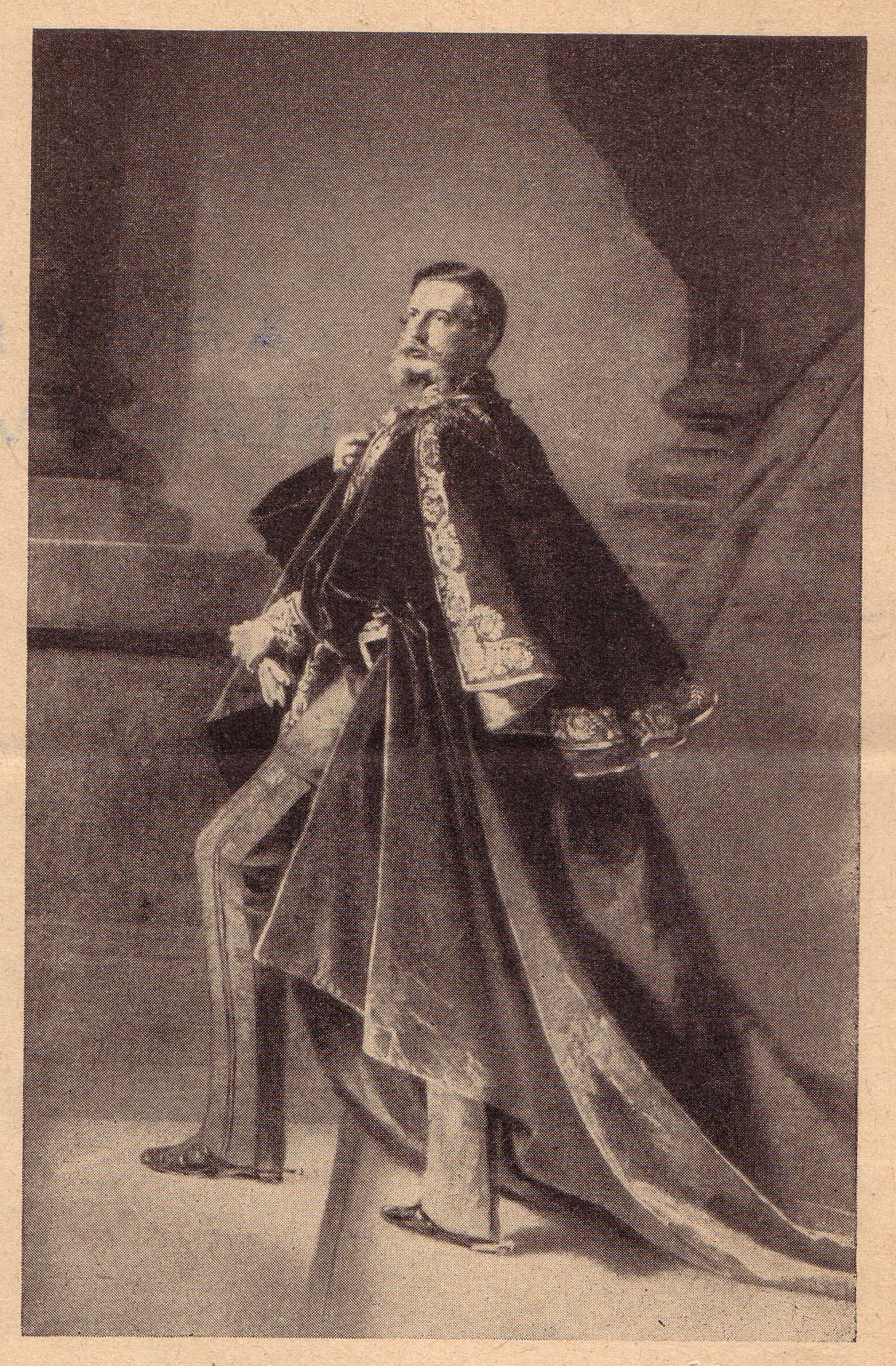
Kronprinz Friedrich Wilhelm als Rector magnificentissimus der Albertina

Per Reskript vom 10. August 1547 gab Herzog Albrecht bekannt, dass Sabinus Witwer geworden war und das Rektorat aufgeben musste. Deshalb wurde, wie an anderen Universitäten üblich, ein halbjähriger Rektoratswechsel an Michaelis und Ostern eingeführt. Die Wahl des Rektors wurde dem Senat aufgetragen.
Der Senat einigte sich darauf, dass die vier Fakultäten – Theologie, Recht, Medizin und Philosophie – abwechselnd einen Vertreter stellten. Wenn ein Lehrstuhl unbesetzt war und die betreffende Fakultät keinen Kandidaten stellen konnte, rückten die Vertreter der anderen Fakultäten nach.
Rektor war ab 1567 immer der Thronfolger des Herzogtums Preußen und des Königreichs Preußen. Als erster Hohenzoller erhielt Prinz Albrecht Friedrich 1567 die Würde als Rector magnificentissimus. Seit Preußens Erhebung zum Königreich (1701) bekleidete sie Friedrich Wilhelm I., solange er Kronprinz war. Nach dem Tode Friedrichs III. ließ sein Nachfolger Wilhelm II. aus einem unbekannten Grund den Wunsch der Universität nach Besetzung des vakanten Rektorenpostens bis 1910 unbeachtet. Zwar hatte er 1894 den Kronprinzen Wilhelm bei der 350-Jahr-Feier der Albertus-Universität eigenhändig als Civis academicus in die Matrikel eingetragen, doch erst anlässlich seiner Anwesenheit in Königsberg bei dem Kaisermanöver im August 1910 erfüllte Wilhelm II. ihn durch die Investitur des Kronprinzen als Rector magnificentissimus. In ein näheres Verhältnis zur Albertina trat der Kronprinz nie.
Die Leitung der Universität und die Führung der Amtsgeschäfte oblagen dem Prorektor, dem Rector magnificus. Ab 1843 wechselte das Prorektorat jährlich.

## 1544–1599

### 1544–1559
| Amtszeit  | Name                                         | Bemerkung        |
| --------- | -------------------------------------------- | ---------------- |
| 1544–1547 | Georg Sabinus                                | Rector perpetuus |
| 1547/48   | Friedrich Staphylus                          | (theol.)         |
| 1548      | Christoph Jonas                              | (jur.)           |
| 1548/49   | Johann Placotomus                            | (med.)           |
| 1549      | Johann Hoppe                                 | (phil.)          |
| 1549/50   | Melchior Isinder                             | (theol.)         |
| 1550      | Wolf von Kötteritz                           | (jur.)           |
| 1550/51   | Andreas Aurifaber Prorektor Melchior Isinder | (med.) (theol.)  |
| 1551      | Bartholomäus Wagner                          | (phil.)          |
| 1551/52   | Georg Venetus                                | (theol.)         |
| 1552      | Georg Sabinus                                |                  |
| 1552/53   | Johann Pontanus                              | (med)            |
| 1553      | Georg Sabinus                                |                  |
| 1553/54   | Andreas Aurifaber                            | (med.)           |
| 1554      | Johann Sciurus                               | (theol.)         |
| 1554/55   | Georg Lange                                  | (jur.)           |
| 1555      | Simon Titius                                 | (med.)           |
| 1555/56   | Nikolaus Jagenteufel                         | (phil.)          |
| 1556      | Georg Lange                                  | (jur.)           |
| 1556/57   | Simon Titius                                 | (med.)           |
| 1557      | Urban Sturm                                  | (phil.)          |
| 1557/58   | Johann Sciurus                               | (theol.)         |
| 1558      | Georg Lange                                  | (jur.)           |
| 1558/59   | Andreas Aurifaber                            | (med.)           |
| 1559      | Wolfgang Peristerus                          | (phil.)          |
| 1559/60   | Matthäus Vogel                               | (theol.)         |

### 1560–1579
| Amtszeit | Name                                                     | Bemerkung                      |
| -------- | -------------------------------------------------------- | ------------------------------ |
| 1560     | Johann Hoffmann                                          | (jur.)                         |
| 1560/61  | Simon Titius                                             | (med.)                         |
| 1561     | Nikolaus Jagenteufel                                     | (phil.)                        |
| 1561/62  | David Voit                                               | (theol.)                       |
| 1562     | Georg Lange                                              | (jur.)                         |
| 1562/63  | Matthias Stojus                                          | (med.)                         |
| 1563     | Peter Sickius                                            | (phil.)                        |
| 1563/64  | Matthäus Vogel                                           | (theol.)                       |
| 1564     | Johann Hoffmann                                          | (jur.)                         |
| 1564/65  | Simon Titius Prorektor Matthäus Vogel                    | (med.) (theol.)                |
| 1565     | Nikolaus Jagenteufel                                     | (phil.)                        |
| 1565/66  | David Voit                                               | (theol.)                       |
| 1566     | Ambrosius Lobwasser                                      | (jur.)                         |
| 1566/67  | Matthias Stojus                                          | (med.)                         |
| 1567     | Albrecht Friedrich von Preußen Prorektor Matthias Stojus | Adel (med.)                    |
| 1567/68  | Peter Sickius                                            | (theol.)                       |
| 1568     | Ambrosius Lobwasser                                      | (jur.)                         |
| 1568/69  | Simon Titius                                             | (med.)                         |
| 1569     | Johann Campinge                                          | (phil.)                        |
| 1569/70  | David Voit                                               | (theol.)                       |
| 1570     | Ambrosius Lobwasser                                      | (jur.)                         |
| 1570/71  | Matthias Stojus                                          | (med.)                         |
| 1571     | Valentin Lauben                                          | (phil.)                        |
| 1571/72  | Peter Sickius                                            | (theol.)                       |
| 1572     | Angelus Vicenus                                          | (jur.)                         |
| 1572/73  | Simon Titius                                             | (med.)                         |
| 1573     | Nikolaus Neodomus                                        | (phil.)                        |
| 1573/74  | Peter Sickius                                            | (theol.)                       |
| 1574     | Ambrosius Lobwasser                                      | (jur.)                         |
| 1574/75  | Matthias Stojus                                          | (med.)                         |
| 1575     | Johann Campinge                                          | (phil.)                        |
| 1575/76  | Johann Wigand Prorektor Johann Campinge                  | Bischof von Pomesanien (phil.) |
| 1576     | Angelus Vicenus                                          | (jur.)                         |
| 1576/77  | Valentin Lauben                                          | (phil.)                        |
| 1577     | Nikolaus Neodomus                                        | (phil.)                        |
| 1577/78  | Johann Campinge                                          | (phil.)                        |
| 1578     | Ambrosius Lobwasser                                      | (jur.)                         |
| 1578/79  | Matthias Stojus                                          | (med.)                         |
| 1579     | Andreas Iris                                             | (phil.)                        |
| 1579/80  | Friedrich Baron zu Waldburg Prorektor Andreas Iris       | Adel (phil.)                   |

### 1580–1599
| Amtszeit  | Name                                       | Bemerkung      |
| --------- | ------------------------------------------ | -------------- |
| 1580      | Paul Weiß                                  | (phil.)        |
| 1580/81   | Paul vom Stein                             | (med.)         |
| 1581      | Johann Campinge                            | (phil.)        |
| 1581/82   | Johann Campinge                            | Adel (phil.)   |
| 1582      | Christoph Preuß Prorektor Johann Campinge  | (phil.)        |
| 1582/83   | Paul vom Stein                             | (med.)         |
| 1583      | Andreas Iris                               | (phil.)        |
| 1583/84   | Paul Weiß                                  | (theol.)       |
| 1584      | Michael Scrinius                           | (phil.)        |
| 1584/85   | Paul vom Stein                             | (med.)         |
| 1585      | Johann Campinge                            | (phil.)        |
| 1585/86   | Paul Weiß                                  | (theol.)       |
| 1586      | Andreas Iris                               | (phil.)        |
| 1586/87   | Paul Crüger                                | (jur.)         |
| 1587      | Matthias Menius                            | (phil.)        |
| 1587/88   | Paul Weiß                                  | (theol.)       |
| 1588      | Paul Crüger                                | (jur.)         |
| 1588/89   | Valentin Pannonius                         | (med.)         |
| 1589      | Martin Winter                              | (phil.)        |
| 1589/90   | Andreas Pouchenius                         | (theol.)       |
| 1590      | Hieronymus vom Stein                       | (jur)          |
| 1590/91   | Valentin Pannonius                         | (med.)         |
| 1591      | Andreas Iris                               | (phil.)        |
| 1591/92   | Paul Weiß                                  | (theol.)       |
| 1592      | Paul Crüger                                | (jur.)         |
| 1592/93   | Valentin Pannonius                         | (med.)         |
| 1593      | Matthias Menius                            | (phil.)        |
| 1593/94   | Andreas Pouchenius                         | (theol.)       |
| 1594      | Levin Buchius                              | (jur.)         |
| 1594/95   | Valentin Pannonius                         | (med.)         |
| 1595      | Martin Winter Prorektor Valentin Pannonius | (phil.) (med.) |
| 1595/96   | Christoph Gruner                           | (theol.)       |
| 1596      | Balthasar Braunsberger                     | (jur.)         |
| 1596/97   | Abraham Memmius                            | (med.)         |
| 1597      | Andreas Iris                               | (phil.)        |
| 1597/98   | Paul Weiß                                  | (theol.)       |
| 1598      | Levin Buchius                              | (jur.)         |
| 1598/99   | Valentin Pannonius                         | (med.)         |
| 1599      | Matthias Menius                            | (phil.)        |
| 1599/1600 | Andreas Pouchenius                         | (theol.)       |

## 1600–1699

### 1600–1619
| Amtszeit | Name                                                                    | Bemerkung             |
| -------- | ----------------------------------------------------------------------- | --------------------- |
| 1600     | Balthasar Braunsberger                                                  | (jur.)                |
| 1600/01  | Abraham Memmius                                                         | (med.)                |
| 1601     | Caspar Clee                                                             | (phil.)               |
| 1601/02  | Paul Weiß                                                               | (theol.)              |
| 1602     | Levin Buchius                                                           | (jur.)                |
| 1602/03  | Andreas Pouchenius                                                      | (theol.)              |
| 1603     | Balthasar Braunsberger                                                  | (jur)                 |
| 1603/04  | Paul Weiß                                                               | (theol.)              |
| 1604     | Levin Buchius                                                           | (jur.)                |
| 1604/05  | Johann Papius                                                           | (med.)                |
| 1605     | Joachim Cimdarsius                                                      | (phil.)               |
| 1605/06  | Andreas Pouchenius                                                      | (theol.)              |
| 1606     | Balthasar Braunsberger                                                  | (jur)                 |
| 1606/07  | Severin Göbel der Jüngere                                               | (med.)                |
| 1607     | Johann von Geldern                                                      | (phil.)               |
| 1607/08  | Paul Weiß                                                               | (theol.)              |
| 1608     | Levin Buchius                                                           | (jur.)                |
| 1608/09  | Johann Papius                                                           | (med.)                |
| 1609     | Georg Mylius                                                            | (phil.)               |
| 1609/10  | Andreas Pouchensis                                                      | (theol.)              |
| 1610     | Severin Göbel der Jüngere                                               | (med.)                |
| 1610/11  | Georg Reimann                                                           | (phil.)               |
| 1611     | Paul Weiß                                                               | (theol.)              |
| 1611/12  | Christoph Baron von Kitlitz Prorektor Paul Weiß Prorektor Georg Reimann | Adel (theol.) (phil.) |
| 1612     | Gottfried Schart                                                        | (jur.)                |
| 1612/13  | Johann Papius                                                           | (med.)                |
| 1613     | Joachim Cimdarsius                                                      | (phil.)               |
| 1613/14  | Johann Behm                                                             | (theol.)              |
| 1614     | Johann Behm                                                             | (theol.)              |
| 1614/15  | Gottfried Schart                                                        | (jur.)                |
| 1615     | Johann von Geldern                                                      | (phil.)               |
| 1615/16  | Georg Mylius                                                            | (theol.)              |
| 1616     | Henning Wegner                                                          | (jur.)                |
| 1616/17  | Georg Loth der Ältere                                                   | (med.)                |
| 1617     | Joachim Cimdarsius                                                      | (phil.)               |
| 1617/18  | Johann Behm                                                             | (theol.)              |
| 1618     | Henning Wegner                                                          | (jur.)                |
| 1618/19  | Johann Papius                                                           | (med.)                |
| 1619     | Johann von Geldern                                                      | (phil.)               |
| 1619/20  | Georg Mylius                                                            | (theol.)              |

### 1620–1639
| Amtszeit | Name                                              | Bemerkung    |
| -------- | ------------------------------------------------- | ------------ |
| 1620     | Henning Wegner                                    | (jur.)       |
| 1620/21  | Henning Wegner                                    | (jur.)       |
| 1621     | Georg Loth der Ältere                             | (med.)       |
| 1621/22  | Sigismund Weier                                   | (phil.)      |
| 1622     | Johann Behm                                       | (theol.)     |
| 1622/23  | Kaspar Perband                                    | (jur.)       |
| 1623     | Daniel Halbach von der Phorten                    | (med.)       |
| 1623/24  | Matthäus Reimer                                   | (phil.)      |
| 1624     | Casimir von Guldenstern Prorektor Matthäus Reimer | Adel (phil.) |
| 1624/25  | Georg Mylius                                      | (theol.)     |
| 1625     | Henning Wegner                                    | (jur.)       |
| 1625/26  | Georg Loth der Ältere                             | (med.)       |
| 1626     | Crispin Klugmichel                                | (phil.)      |
| 1626/27  | Johann Behm                                       | (theol.)     |
| 1627     | Kaspar Perband                                    | (jur.)       |
| 1627/28  | Daniel Halbach von der Phorten                    | (med.)       |
| 1628     | Sigismund Weier                                   | (phil.)      |
| 1628/29  | Cölestin Myslenta                                 | (theol.)     |
| 1629     | Christian Ohm                                     | (jur.)       |
| 1629/30  | Georg Loth der Ältere                             | (med.)       |
| 1630     | Matthäus Reimer                                   | (phil.)      |
| 1630/31  | Johann Behm                                       | (theol.)     |
| 1631     | Kaspar Perband                                    | (jur.)       |
| 1631/32  | Daniel Halbach von der Phorten                    | (med.)       |
| 1632     | Crispin Klugmichel                                | (phil.)      |
| 1632/33  | Cölestin Myslenta                                 | (theol.)     |
| 1633     | Christian Ohm                                     | (jur.)       |
| 1633/34  | Georg Loth der Ältere                             | (med.)       |
| 1634     | Christoph Eilard                                  | (phil.)      |
| 1624/35  | Johann Behm                                       | (theol.)     |
| 1635     | Kaspar Perband                                    | (jur.)       |
| 1635/36  | Daniel Beckher der Ältere                         | (med.)       |
| 1636     | Sigismund Weier                                   | (phil.)      |
| 1636/37  | Cölestin Myslenta                                 | (theol.)     |
| 1637     | Christian Ohm                                     | (jur.)       |
| 1637/38  | Christoph Tinctorius                              | (med.)       |
| 1638     | Matthäus Reimer                                   | (phil.)      |
| 1638/39  | Johann Behm                                       | (theol.)     |
| 1639     | Reinhold von Derschau                             | (jur.)       |
| 1639/40  | Daniel Beckher der Ältere                         | (med.)       |

### 1640–1659
| Amtszeit | Name                                           | Bemerkung      |
| -------- | ---------------------------------------------- | -------------- |
| 1640     | Michael Eifler                                 | (phil.)        |
| 1640/41  | Cölestin Myslenta                              | (theol.)       |
| 1641     | Kaspar Perband                                 | (jur.)         |
| 1641/42  | Christoph Tinctorius                           | (med.)         |
| 1642     | Albrecht Linemann                              | (math.)        |
| 1642/43  | Johann Behm                                    | (theol.)       |
| 1643     | Reinhold von Derschau                          | (jur.)         |
| 1643/44  | Daniel Beckher der Ältere                      | (med.)         |
| 1644     | Sigismund Weier                                | (phil.)        |
| 1644/45  | Cölestin Myslenta                              | (theol.)       |
| 1645     | Kaspar Perband                                 | (jur.)         |
| 1645/46  | Christoph Tinctorius                           | (med.)         |
| 1646     | Matthäus Reimer Prorektor Christoph Tinctorius | (phil.) (med.) |
| 1646/47  | Johann Behm                                    | (theol.)       |
| 1647     | Adam Riccius                                   | (jur.)         |
| 1647/48  | Daniel Beckher der Ältere                      | (med.)         |
| 1648     | Michael Eifler                                 | (phil.)        |
| 1648/49  | Cölestin Myslenta                              | (theol.)       |
| 1649     | Kaspar Perband                                 | (jur.)         |
| 1649/50  | Christoph Tinctorius                           | (med.)         |
| 1650     | Albrecht Linemann                              | (phil.)        |
| 1650/51  | Albrecht Linemann                              | (phil.)        |
| 1651     | Adam Riccius                                   | (jur.)         |
| 1651/52  | Daniel Beckher der Ältere                      | (med.)         |
| 1652     | Valentin Thilo der Jüngere                     | (phil.)        |
| 1652/53  | Cölestin Myslenta                              | (theol.)       |
| 1653     | Kaspar Perband                                 | (jur.)         |
| 1653/54  | Kaspar Perband                                 | (jur.)         |
| 1654     | Christoph Tinctorius                           | (med.)         |
| 1654/55  | Sigismund Weier                                | (phil.)        |
| 1655     | Adam Riccius                                   | (jur.)         |
| 1655/56  | Christoph Tinctorius                           | (med.)         |
| 1656     | Michael Eifler                                 | (phil.)        |
| 1656/57  | Simon Dach                                     | (phil.)        |
| 1657     | Adam Riccius                                   | (jur.)         |
| 1657/58  | Georg Loth der Jüngere                         | (med.)         |
| 1658     | Valentin Thilo der Jüngere                     | (phil.)        |
| 1658/59  | Christian Dreier                               | (theol.)       |
| 1659     | Adam Riccius                                   | (jur.)         |
| 1659/60  | Christoph Tinctorius                           | (med.)         |

### 1660–1679
| Amtszeit | Name                                                | Bemerkung     |
| -------- | --------------------------------------------------- | ------------- |
| 1660     | Sigismund Pichler                                   | (phil.)       |
| 1660/61  | Christian Dreier                                    | (theol.)      |
| 1661     | Adam Riccius                                        | (jur.)        |
| 1661/62  | Georg Loth der Jüngere                              | (med.)        |
| 1662     | Stephan Gorlov                                      | (phil.)       |
| 1662/63  | Christian Dreier                                    | (theol.)      |
| 1663     | Georg Loth der Jüngere                              | (med.)        |
| 1663/64  | Theodor Wolder                                      | (jur.)        |
| 1664     | Andreas Concius                                     | (phil.)       |
| 1664/65  | Melchior Zeidler                                    | (theol.)      |
| 1665     | Theodor Wolder                                      | (jur.)        |
| 1665/66  | Daniel Beckher der Jüngere                          | (med.)        |
| 1666     | Jakob Sahme                                         | (phil.)       |
| 1666/67  | Christian Dreier                                    | (theol.)      |
| 1667     | Theodor Wolder                                      | (jur.)        |
| 1667/68  | Georg Loth der Jüngere                              | (med.)        |
| 1668     | Jakob Tydäus                                        | (phil.)       |
| 1668/69  | Melchior Zeidler                                    | (theol.)      |
| 1669     | Theodor Wolder                                      | (jur.)        |
| 1669/70  | Daniel Beckher der Jüngere Prorektor Theodor Wolder | (med.) (jur.) |
| 1670     | Johann Röling                                       | (theol.)      |
| 1670/71  | Christian Dreier                                    | (theol.)      |
| 1671     | Christian Seth                                      | (jur.)        |
| 1671/72  | Georg Loth der Jüngere                              | (med.)        |
| 1672     | Georg Wosegin                                       | (phil.)       |
| 1672/73  | Melchior Zeidler                                    | (theol.)      |
| 1673     | Johann Mitzel                                       | (jur.)        |
| 1673/74  | Johann Georg Strasburg                              | (med.)        |
| 1674     | Jacob Reich                                         | (phil.)       |
| 1674/75  | Christian Dreier                                    | (theol.)      |
| 1675     | Christian Seth                                      | (jur.)        |
| 1675/76  | Georg Loth der Jüngere                              | (med.)        |
| 1676     | Stephan Gorlov                                      | (phil.)       |
| 1676/77  | Melchior Zeidler                                    | (theol.)      |
| 1677     | Johann Mitzel                                       | (jur.)        |
| 1677/78  | Johann Röling                                       | (phil.)       |
| 1678     | Johann Georg Strasburg                              | (med.)        |
| 1678/79  | Christian Dreier                                    | (theol.)      |
| 1679     | Christian Seth                                      | (jur.)        |
| 1679/80  | Georg Loth der Jüngere                              | (med.)        |

### 1680–1699
| Amtszeit  | Name                                           | Bemerkung      |
| --------- | ---------------------------------------------- | -------------- |
| 1680      | Georg Wosegin                                  | (phil.)        |
| 1680/81   | Melchior Zeidler                               | (theol.)       |
| 1681      | Theodor Pauli                                  | (jur.)         |
| 1681/82   | Friedrich Lepner                               | (med.)         |
| 1682      | Jacob Reich                                    | (phil.)        |
| 1682/83   | Christian Dreier                               | (theol.)       |
| 1683      | Theodor Pauli                                  | (jur.)         |
| 1683/84   | Georg Loth der Jüngere Prorektor Theodor Pauli | (med.) (jur.)  |
| 1684      | Andreas Hedio                                  | (phil.)        |
| 1684/85   | Melchior Zeidler                               | (theol.)       |
| 1685      | Johann Christoph Boltz                         | (jur.)         |
| 1685/86   | Friedrich Lepner                               | (med.)         |
| 1686      | Conrad Vogt                                    | (phil.)        |
| 1686/87   | Christian Dreier                               | (theol.)       |
| 1687      | Theodor Pauli                                  | (jur.)         |
| 1687/88   | Heinrich Friese                                | (med.)         |
| 1688      | Georg Wosegin                                  | (phil.)        |
| 1688/89   | Bernhard von Sanden der Ältere                 | (theol.)       |
| 1689      | Johann Christoph Boltz                         | (jur.)         |
| 1689/90   | Friedrich Lepner                               | (med.)         |
| 1690      | Jacob Reich Prorektor Friedrich Lepner         | (phil.) (med.) |
| 1690/91   | Bernhard von Sanden der Ältere                 | (theol.)       |
| 1691      | Theodor Pauli                                  | (jur.)         |
| 1691/92   | Georg Wosegin                                  | (med.)         |
| 1692      | Andreas Hedio                                  | (phil.)        |
| 1692/93   | Friedrich Deutsch                              | (theol.)       |
| 1693      | Johann Christoph Boltz                         | (jur.)         |
| 1693/94   | Friedrich Lepner                               | (med.)         |
| 1694      | Georg Thegen                                   | (phil.)        |
| 1694/95   | Bernhard von Sanden der Ältere                 | (theol.)       |
| 1695      | Theodor Pauli                                  | (jur.)         |
| 1695/96   | Georg Wosegin                                  | (med.)         |
| 1696      | Laurentius Weger der Jüngere                   | (phil.)        |
| 1696/97   | Friedrich Deutsch                              | (theol.)       |
| 1697      | Johann Christoph Boltz                         | (jur.)         |
| 1697/98   | Friedrich Lepner                               | (med.)         |
| 1698      | Paul Rabe                                      | (phil.)        |
| 1698/99   | Bernhard von Sanden der Ältere                 | (theol.)       |
| 1699      | Theodor Pauli                                  | (jur.)         |
| 1699/1700 | Georg Wosegin                                  | (med.)         |

## 1700–1799

### 1700–1719
| Amtszeit | Name                                                                                | Bemerkung               |
| -------- | ----------------------------------------------------------------------------------- | ----------------------- |
| 1700     | Andreas Hedio                                                                       | (phil.)                 |
| 1700/01  | Friedrich Deutsch                                                                   | (theol.)                |
| 1701     | Johann Christoph Boltz                                                              | (jur.)                  |
| 1701/02  | Friedrich Wilhelm I. (Preußen) Prorektor Johann Heinrich Starcke                    | (Adel) (med.)           |
| 1702     | Friedrich Wilhelm I. (Preußen) Prorektor Georg Thegen                               | (Adel) (phil.)          |
| 1702/03  | Friedrich Wilhelm I. (Preußen) Prorektor Bernhard von Sanden der Ältere             | (Adel) (theol.)         |
| 1703     | Friedrich Wilhelm I. (Preußen) Prorektor Theodor Pauli                              | (Adel) (jur.)           |
| 1703/04  | Friedrich Wilhelm I. (Preußen) Prorektor Georg Wosegin                              | (Adel) (med.)           |
| 1704     | Friedrich Wilhelm I. (Preußen) Prorektor Laurentius Weger der Jüngere               | (Adel) (phil)           |
| 1704/05  | Friedrich Wilhelm I. (Preußen) Prorektor Friedrich Deutsch                          | (Adel) (theol.)         |
| 1705     | Friedrich Wilhelm I. (Preußen) Prorektor Johann Christoph Boltz                     | (Adel) (jur.)           |
| 1705/06  | Friedrich Wilhelm I. (Preußen) Prorektor Johann Heinrich Starcke                    | (Adel) (med.)           |
| 1706     | Friedrich Wilhelm I. (Preußen) Prorektor Paul Rabe                                  | (Adel) (phil.)          |
| 1706/07  | Friedrich Wilhelm I. (Preußen) Prorektor Gottfried Wegner                           | (Adel) (theol.)         |
| 1707     | Friedrich Wilhelm I. (Preußen) Prorektor Theodor Pauli                              | (Adel) (jur.)           |
| 1707/08  | Friedrich Wilhelm I. (Preußen) Prorektor Gottfried Sand                             | (Adel) (med.)           |
| 1708     | Friedrich Wilhelm I. (Preußen) Prorektor David Bläsing                              | (Adel) (phil.)          |
| 1708/09  | Friedrich Wilhelm I. (Preußen) Prorektor Friedrich Deutsch Vizerektor David Bläsing | (Adel) (theol.) (phil.) |
| 1709     | Friedrich Wilhelm I. (Preußen) Prorektor Johann Christoph Boltz                     | (Adel) (jur.)           |
| 1709/10  | Friedrich Wilhelm I. (Preußen) Prorektor Georg Rast                                 | (Adel) (med.)           |
| 1710     | Friedrich Wilhelm I. (Preußen) Prorektor Georg Thegen                               | (Adel) (phil.)          |
| 1710/11  | Friedrich Wilhelm I. (Preußen) Prorektor Bernhard von Sanden der Jüngere            | (Adel) (theol.)         |
| 1711     | Friedrich Wilhelm I. (Preußen) Prorektor Theodor Pauli                              | (Adel) (jur)            |
| 1711/12  | Friedrich Wilhelm I. (Preußen) Prorektor Georg Rast                                 | (Adel) (med.)           |
| 1712     | Friedrich Wilhelm I. (Preußen) Prorektor Laurentius Weger der Jüngere               | (Adel) (phil.)          |
| 1712/13  | Friedrich Wilhelm I. (Preußen) Prorektor Christian Walther                          | (Adel) (theol.)         |
| 1713     | Johann Stein                                                                        | (jur.)                  |
| 1713/14  | Georg Rast                                                                          | (med.)                  |
| 1714     | David Bläsing                                                                       | (phil.)                 |
| 1714/15  | Bernhard von Sanden der Jüngere                                                     | (theol.)                |
| 1715     | Theodor Pauli                                                                       | (jur.)                  |
| 1715/16  | Georg Emmerich                                                                      | (med.)                  |
| 1716     | Hieronymus Georgi                                                                   | (phil.)                 |
| 1716/17  | Christian Walther Prorektor Hieronymus Georgi                                       | (theol.) (phil.)        |
| 1717     | Johann Stein                                                                        | (jur.)                  |
| 1717/18  | Georg Rast                                                                          | (med.)                  |
| 1718     | Georg Thegen                                                                        | (phil.)                 |
| 1718/19  | Bernhard von Sanden der Jüngere                                                     | (theol.)                |
| 1719     | Johann Amsel                                                                        | (jur.)                  |
| 1719/20  | Georg Emmerich                                                                      | (med.)                  |

### 1720–1739
| Amtszeit | Name                                                    | Bemerkung      |
| -------- | ------------------------------------------------------- | -------------- |
| 1720     | Heinrich von Sanden                                     | (phil)         |
| 1720/21  | Heinrich Lysius                                         | (theol.)       |
| 1721     | Johann Stein                                            | (jur.)         |
| 1721/22  | Georg Rast                                              | (med.)         |
| 1722     | Johann Samuel Strimesius                                | (phil.)        |
| 1722/23  | Christian Masecovius                                    | (theol.)       |
| 1723     | Johann Amsel                                            | (jur.)         |
| 1723/24  | Georg Emmerich                                          | (med.)         |
| 1724     | Johann Bernhard Hahn                                    | (phil.)        |
| 1724/25  | Heinrich Lysius                                         | (theol.)       |
| 1725     | Johann Stein                                            | (jur.)         |
| 1725/26  | Georg Rast                                              | (med.)         |
| 1726     | Georg Thegen                                            | (phil.)        |
| 1726/27  | Christian Masecovius                                    | (theol.)       |
| 1727     | Johann Amsel                                            | (jur.)         |
| 1727/28  | Melchior Philipp Hartmann                               | (med.)         |
| 1728     | Heinrich von Sanden Prorektor Melchior Philipp Hartmann | (phil.) (med.) |
| 1728/29  | Heinrich Lysius                                         | (theol.)       |
| 1729     | Balthasar Tilesius                                      | (jur.)         |
| 1729/30  | Christian Ludwig Charisius                              | (med.)         |
| 1730     | Johann Bernhard Hahn                                    | (phil.)        |
| 1730/31  | Christian Masecovius                                    | (theol.)       |
| 1731     | Johann Amsel                                            | (jur.)         |
| 1731/32  | Melchior Philipp Hartmann                               | (med.)         |
| 1732     | Johann Samuel Strimesius                                | (phil.)        |
| 1732/33  | Franz Albert Schultz                                    | (theol.)       |
| 1733     | Balthasar Tilesius                                      | (jur.)         |
| 1733/34  | Christian Ludwig Charisius                              | (med.)         |
| 1734     | Christoph Langhansen                                    | (phil.)        |
| 1734/35  | Johann Jakob Quandt                                     | (theol.)       |
| 1735     | Reinhold Friedrich Sahme                                | (jur.)         |
| 1735/36  | Melchior Philipp Hartmann                               | (med.)         |
| 1736     | Johann Behm                                             | (phil.)        |
| 1736/37  | Franz Albert Schultz                                    | (theol.)       |
| 1737     | Daniel Nicolai                                          | (jur.)         |
| 1737/38  | Christian Ludwig Charisius                              | (med.)         |
| 1738     | Johann David Kypke                                      | (phil.)        |
| 1738/39  | Johann Jakob Quandt                                     | (theol.)       |
| 1739     | Reinhold Friedrich Sahme                                | (jur.)         |
| 1739/40  | Melchior Philipp Hartmann                               | (med.)         |

### 1740–1759
| Amtszeit | Name                                               | Bemerkung        |
| -------- | -------------------------------------------------- | ---------------- |
| 1740     | Johann Bernhard Hahn                               | (phil.)          |
| 1740/41  | Johann Jakob Quandt Prorektor Johann Bernhard Hahn | (theol.) (phil.) |
| 1741     | Daniel Nicolai                                     | (jur.)           |
| 1741/42  | Johann Christoph Bohl                              | (med.)           |
| 1742     | Christoph Langhansen                               | (phil.)          |
| 1742/43  | Franz Albert Schultz                               | (theol.)         |
| 1743     | Reinhold Friedrich von Sahme                       | (jur.)           |
| 1743/44  | Melchior Philipp Hartmann                          | (med.)           |
| 1744     | Johann Behm                                        | (phil.)          |
| 1744/45  | Johann Jakob Quandt                                | (theol.)         |
| 1745     | Daniel Nicolai                                     | (jur.)           |
| 1745/46  | Johann Christoph Bohl                              | (med.)           |
| 1746     | Johann David Kypke                                 | (phil.)          |
| 1746/47  | Franz Albert Schultz                               | (theol.)         |
| 1747     | Reinhold Friedrich von Sahme                       | (jur)            |
| 1747/48  | Melchior Philipp Hartmann                          | (med.)           |
| 1748     | Johann Bernhard Hahn                               | (phil.)          |
| 1748/49  | Johann Jakob Quandt                                | (theol.)         |
| 1749     | Daniel Nicolai                                     | (jur.)           |
| 1749/50  | Johann Christoph Bohl                              | (med.)           |
| 1750     | Christoph Langhansen                               | (phil.)          |
| 1750/51  | Franz Albert Schultz                               | (theol.)         |
| 1751     | Reinhold Friedrich von Sahme                       | (jur.)           |
| 1751/52  | Melchior Philipp Hartmann                          | (med.)           |
| 1752     | Johann Behm                                        | (phil.)          |
| 1752/53  | Johann Jakob Quandt                                | (theol.)         |
| 1753     | Theodor Boltz                                      | (jur.)           |
| 1753/54  | Johann Christoph Bohl                              | (med.)           |
| 1754     | Johann David Kypke                                 | (phil.)          |
| 1754/55  | Franz Albert Schultz                               | (theol.)         |
| 1755     | Cölestin Kowalewski                                | (jur.)           |
| 1755/56  | Melchior Philipp Hartmann                          | (med.)           |
| 1756     | Christoph Langhansen                               | (phil.)          |
| 1756/57  | Johann Jakob Quandt                                | (theol.)         |
| 1757     | Theodor Boltz                                      | (jur.)           |
| 1757/58  | Johann Christoph Bohl                              | (med.)           |
| 1758     | Johann David Kypke                                 | (phil.)          |
| 1758/59  | Franz Albert Schultz                               | (theol.)         |
| 1759     | Cölestin Kowalewski                                | (jur.)           |
| 1759/60  | Melchior Philipp Hartmann                          | (med.)           |

### 1760–1779
| Amtszeit | Name                                                        | Bemerkung                           |
| -------- | ----------------------------------------------------------- | ----------------------------------- |
| 1760     | Johann Gottfried Teske                                      | (phil.)                             |
| 1760/61  | Johann Jakob Quandt                                         | (theol.)                            |
| 1761     | Theodor Boltz                                               | (jur.)                              |
| 1761/62  | Johann Christoph Bohl                                       | (med.)                              |
| 1762     | Johann Georg Bock Prorektor Johann Christoph Bohl           | (phil.) † 7. Juli als Rektor (med.) |
| 1762/63  | Franz Albert Schultz                                        | (theol.)                            |
| 1763     | Cölestin Kowalewski                                         | (jur)                               |
| 1763/64  | Melchior Philipp Hartmann                                   | (med.)                              |
| 1764     | Christoph Langhansen                                        |                                     |
| 1764/65  | Johann Jakob Quandt                                         | (theol.)                            |
| 1765     | Johann Ludwig L’Estocq                                      | (jur.)                              |
| 1765/66  | Johann Christoph Bohl                                       | (med.)                              |
| 1766     | Johann Gottfried Teske                                      | (phil.)                             |
| 1766/67  | Daniel Heinrich Arnoldt                                     | (theol.)                            |
| 1767     | Cölestin Kowalewski                                         | (jur.)                              |
| 1767/68  | Christoph Gottlieb Büttner                                  | (med.)                              |
| 1768     | Karl Andreas Christiani                                     | (phil.)                             |
| 1768/69  | Johann Jakob Quandt                                         | (theol.)                            |
| 1769     | Johann Ludwig L’Estocq                                      | (jur.)                              |
| 1769/70  | Johann Christoph Bohl                                       | (med.)                              |
| 1770     | Friedrich Samuel Bock                                       |                                     |
| 1770/71  | Daniel Heinrich Arnoldt                                     | (theol.)                            |
| 1771     | Johann Ludwig L’Estocq                                      | (jur.)                              |
| 1771/72  | Christoph Gottlieb Büttner                                  | (med.)                              |
| 1772     | Johann Gottfried Teske Prorektor Christoph Gottlieb Büttner | (med.)                              |
| 1772/73  | Theodor Christoph Lilienthal                                | (theol.)                            |
| 1773     | Wilhelm Bernhard Jester                                     |                                     |
| 1773/74  | Johann Christoph Bohl                                       | (med.)                              |
| 1774     | Karl Andreas Christiani                                     | (phil.)                             |
| 1774/75  | Daniel Heinrich Arnoldt                                     | (theol.)                            |
| 1775     | Johann Ludwig L’Estocq                                      | (jur.)                              |
| 1775/76  | Christoph Gottlieb Büttner Prorektor Johann Ludwig L’Estocq | (med.) (jur.)                       |
| 1776     | Friedrich Samuel Bock                                       |                                     |
| 1776/77  | Theodor Christoph Lilienthal                                | (theol.)                            |
| 1777     | Wilhelm Bernhard Jester                                     |                                     |
| 1777/78  | Johann Christoph Bohl Prorektor Wilhelm Bernhard Jester     | (med.)                              |
| 1778     | Jacob Friedrich Werner                                      |                                     |
| 1778/79  | Gotthilf Christian Reccard                                  |                                     |
| 1779     | Wilhelm Bernhard Jester                                     |                                     |
| 1779/80  | Andreas Johannes Orlovius                                   |                                     |

### 1780–1799
| Amtszeit  | Name                                                                                        | Bemerkung |
| --------- | ------------------------------------------------------------------------------------------- | --------- |
| 1780      | Karl Andreas Christiani Prorektor Andreas Johannes Orlovius                                 |           |
| 1780/81   | Theodor Christoph Lilienthal                                                                | (theol.)  |
| 1781      | Christian Renatus Braun                                                                     |           |
| 1781/82   | Johann Christoph Bohl Prorektor Christian Renatus Braun Prorektor Andreas Johannes Orlovius | (med.)    |
| 1782      | Friedrich Samuel Bock                                                                       |           |
| 1782/83   | Gotthilf Christian Reccard                                                                  |           |
| 1783      | Wilhelm Bernhard Jester                                                                     |           |
| 1783/84   | Andreas Johannes Orlovius                                                                   |           |
| 1784      | Friedrich Johann Buck                                                                       |           |
| 1784/85   | Johann Ernst Schulz                                                                         |           |
| 1785      | Georg Friedrich Holtzhauer                                                                  |           |
| 1785/86   | Johann Christoph Bohl Prorektor Georg Friedrich Holtzhauer                                  |           |
| 1786      | Immanuel Kant                                                                               |           |
| 1786/87   | Gotthilf Christian Reccard                                                                  |           |
| 1787      | Georg Friedrich Holtzhauer                                                                  |           |
| 1787/88   | Andreas Johannes Orlovius Prorektor Georg Friedrich Holtzhauer                              |           |
| 1788      | Immanuel Kant                                                                               |           |
| 1788/89   | Johann Ernst Schulz                                                                         |           |
| 1789      | Georg Friedrich Holtzhauer                                                                  |           |
| 1789/90   | Johann Daniel Metzger                                                                       |           |
| 1790      | Karl Daniel Reusch                                                                          |           |
| 1790/91   | Gotthilf Christian Reccard                                                                  |           |
| 1791      | Theodor von Schmalz                                                                         |           |
| 1791/92   | Christoph Friedrich Elsner                                                                  |           |
| 1792      | Christian Jakob Kraus                                                                       |           |
| 1792/93   | Johann Ernst Schulz                                                                         |           |
| 1793      | Georg Friedrich Holtzhauer                                                                  |           |
| 1793/94   | Johann Daniel Metzger                                                                       |           |
| 1794      | Karl Ehregott Andreas Mangelsdorf                                                           |           |
| 1794/95   | Gotthilf Christian Reccard                                                                  |           |
| 1795      | Theodor von Schmalz                                                                         |           |
| 1795/96   | Christoph Friedrich Elsner                                                                  |           |
| 1796      | Karl Daniel Reusch                                                                          |           |
| 1796/97   | Johann Ernst Schulz                                                                         |           |
| 1797      | Georg Friedrich Holtzhauer                                                                  |           |
| 1797/98   | Johann Daniel Metzger                                                                       |           |
| 1798      | Christian Jakob Kraus                                                                       |           |
| 1798/99   | Johann Ernst Schulz                                                                         |           |
| 1799      | Theodor von Schmalz                                                                         |           |
| 1799/1800 | Christoph Friedrich Elsner                                                                  |           |

## 1800–1899

### 1800–1819
| Amtszeit | Name | Bemerkung                              |
| -------- | --- | -------------------------------------- |
| 1800     | Karl Ehregott Andreas Mangelsdorf                                                                           |                                        |
| 1800/01  | Johann Hartmann Christoph Graef                                                                             |                                        |
| 1801     | Georg Friedrich Holtzhauer Prorektor Johann Hartmann Christoph Graef                                        |                                        |
| 1801/02  | Johann Daniel Metzger                                                                                       |                                        |
| 1802     | Johann Friedrich Schultz                                                                                    | (1739–1805), Hofprediger, Mathematiker |
| 1802/03  | Johann Ernst Schulz                                                                                         |                                        |
| 1803     | Daniel Christoph Reidenitz                                                                                  |                                        |
| 1803/04  | Christoph Friedrich Elsner                                                                                  |                                        |
| 1804     | Karl Daniel Reusch                                                                                          |                                        |
| 1804/05  | Johann Hartmann Christoph Graef                                                                             |                                        |
| 1805     | August Wilhelm Heidemann                                                                                    |                                        |
| 1805/06  | Johann Daniel Metzger Prorektor August Wilhelm Heidemann                                                    |                                        |
| 1806     | Samuel Gottlieb Wald                                                                                        |                                        |
| 1806/07  | Johann Hartmann Christoph Graef                                                                             |                                        |
| 1807     | Daniel Christoph Reidenitz                                                                                  |                                        |
| 1807/08  | Christoph Friedrich Elsner und Kronprinz Friedrich Wilhelm von Preußen Prorektor Daniel Christoph Reidenitz |                                        |
| 1808     | Kronprinz Friedrich Wilhelm von Preußen Prorektor Karl Ludwig Pörschke                                      |                                        |
| 1808/09  | Kronprinz Friedrich Wilhelm von Preußen Prorektor Georg Ernst Sigismund Hennig                              |                                        |
| 1809     | Kronprinz Friedrich Wilhelm von Preußen Prorektor August Wilhelm Heidemann                                  |                                        |
| 1809/10  | Kronprinz Friedrich Wilhelm von Preußen Prorektor Wilhelm Hermann Georg Remer                               | (1)                                    |
| 1810     | Kronprinz Friedrich Wilhelm von Preußen Prorektor Ernst Friedrich Wrede                                     | (1766–1826), Physiker (1)              |
| 1810/11  | Kronprinz Friedrich Wilhelm von Preußen Prorektor Johann Hartmann Christoph Graef                           | (1744–1820), Theologe (1)              |
| 1811     | Kronprinz Friedrich Wilhelm von Preußen Prorektor Daniel Christoph Reidenitz                                | (1761–1842), Jurist (1)                |
| 1811/12  | Kronprinz Friedrich Wilhelm von Preußen Prorektor Christoph Friedrich Elsner                                |                                        |
| 1812     | Kronprinz Friedrich Wilhelm von Preußen Prorektor Samuel Gottlieb Wald                                      | (1)                                    |
| 1812/13  | Kronprinz Friedrich Wilhelm von Preußen Prorektor Johann Hartmann Christoph Graef                           | (2)                                    |
| 1813     | Kronprinz Friedrich Wilhelm von Preußen Prorektor Daniel Christoph Reidenitz                                | (2)                                    |
| 1813/14  | Kronprinz Friedrich Wilhelm von Preußen Prorektor Wilhelm Hermann Georg Remer                               | (2)                                    |
| 1814     | Kronprinz Friedrich Wilhelm von Preußen Prorektor Ernst Friedrich Wrede                                     | (2)                                    |
| 1814/15  | Kronprinz Friedrich Wilhelm von Preußen Prorektor Johann Christoph Wedeke                                   |                                        |
| 1815     | Kronprinz Friedrich Wilhelm von Preußen Prorektor Johann Christian Hasse                                    |                                        |
| 1815/16  | Kronprinz Friedrich Wilhelm von Preußen Prorektor Friedrich Burdach                                         | (1)                                    |
| 1816     | Kronprinz Friedrich Wilhelm von Preußen Prorektor Johann Friedrich Herbart                                  |                                        |
| 1816/17  | Kronprinz Friedrich Wilhelm von Preußen Prorektor Johann Severin Vater                                      |                                        |
| 1817     | Kronprinz Friedrich Wilhelm von Preußen Prorektor Daniel Christoph Reidenitz                                | (3)                                    |
| 1817/18  | Kronprinz Friedrich Wilhelm von Preußen Prorektor August Friedrich Schweigger                               | (1)                                    |
| 1818     | Kronprinz Friedrich Wilhelm von Preußen Prorektor Samuel Gottlieb Wald                                      | (2)                                    |
| 1818/19  | Kronprinz Friedrich Wilhelm von Preußen Prorektor Johann Hartmann Christoph Graef                           | (3)                                    |
| 1819     | Kronprinz Friedrich Wilhelm von Preußen Prorektor Heinrich Eduard Dirksen                                   |                                        |
| 1819/20  | Kronprinz Friedrich Wilhelm von Preußen Prorektor August Friedrich Schweigger                               | (2)                                    |

### 1820–1839
| Amtszeit | Name                                                                         | Bemerkung            |
| -------- | ---------------------------------------------------------------------------- | -------------------- |
| 1820     | Kronprinz Friedrich Wilhelm von Preußen Prorektor Samuel Gottlieb Wald       | (3)                  |
| 1820/21  | Kronprinz Friedrich Wilhelm von Preußen Prorektor Ludwig Rhesa               | (1)                  |
| 1821     | Kronprinz Friedrich Wilhelm von Preußen Prorektor Daniel Christoph Reidenitz | (4)                  |
| 1821/22  | Kronprinz Friedrich Wilhelm von Preußen Prorektor Friedrich Burdach          | (2)                  |
| 1822     | Kronprinz Friedrich Wilhelm von Preußen Prorektor Ernst Friedrich Wrede      | (3)                  |
| 1822/23  | Kronprinz Friedrich Wilhelm von Preußen Prorektor Samuel Gottlieb Wald       | (4)                  |
| 1823     | Kronprinz Friedrich Wilhelm von Preußen Prorektor Daniel Christoph Reidenitz | (4)                  |
| 1823/24  | Kronprinz Friedrich Wilhelm von Preußen Prorektor Karl Unger                 | (1)                  |
| 1824     | Kronprinz Friedrich Wilhelm von Preußen Prorektor Adam Christian Gaspari     |                      |
| 1824/25  | Kronprinz Friedrich Wilhelm von Preußen Prorektor Ludwig Rhesa               | (2)                  |
| 1825     | Kronprinz Friedrich Wilhelm von Preußen Prorektor Heinrich Eduard Dirksen    | (2)                  |
| 1825/26  | Kronprinz Friedrich Wilhelm von Preußen Prorektor Karl Ernst von Baer        |                      |
| 1826     | Kronprinz Friedrich Wilhelm von Preußen Prorektor Carl Heinrich Hagen        | (1)                  |
| 1826/27  | Kronprinz Friedrich Wilhelm von Preußen Prorektor Ludwig August Kähler       |                      |
| 1827     | Kronprinz Friedrich Wilhelm von Preußen Prorektor Ferdinand Karl Schweikart  | (1)                  |
| 1827/28  | Kronprinz Friedrich Wilhelm von Preußen Prorektor Ludwig Wilhelm Sachs       | (1)                  |
| 1828     | Kronprinz Friedrich Wilhelm von Preußen Prorektor Wilhelm Drumann            |                      |
| 1828/29  | Kronprinz Friedrich Wilhelm von Preußen Prorektor Hermann Olshausen          |                      |
| 1829     | Kronprinz Friedrich Wilhelm von Preußen Prorektor Daniel Christoph Reidenitz | (5)                  |
| 1829/30  | Friedrich Burdach                                                            | (3)                  |
| 1830     | Johannes Voigt                                                               | (1)                  |
| 1830/31  | Ludwig Rhesa                                                                 | (3)                  |
| 1831     | Ferdinand Karl Schweikart                                                    | (2)                  |
| 1831/32  | Karl Ernst von Baer                                                          | (2)                  |
| 1832     | Friedrich Wilhelm Schubert                                                   | (1)                  |
| 1832/33  | Ludwig August Kähler                                                         |                      |
| 1833     | Ferdinand Karl Schweikart                                                    | (3)                  |
| 1833/34  | Karl Unger                                                                   | (2)                  |
| 1834     | Carl Heinrich Hagen                                                          | (2)                  |
| 1834/35  | August Rudolf Gebser                                                         |                      |
| 1835     | Friedrich Daniel Sanio                                                       | (1)                  |
| 1835/36  | Ludwig Wilhelm Sachs                                                         | (2)                  |
| 1836     | Christian August Lobeck                                                      |                      |
| 1836/37  | Friedrich Ludwig Sieffert                                                    |                      |
| 1837     | Alexander August von Buchholtz                                               |                      |
| 1837/38  | Karl Ludwig Klose                                                            | Mediziner            |
| 1838     | Wilhelm Drumann                                                              |                      |
| 1838/39  | Cäsar von Lengerke                                                           |                      |
| 1839     | Heinrich Friedrich Jacobson                                                  |                      |
| 1839/40  | Albert Wilhelm Hermann Seerig                                                | (1797–1862), Chirurg |

### 1840–1859
| Amtszeit | Name                               | Bemerkung    |
| -------- | ---------------------------------- | ------------ |
| 1840     | Johannes Voigt                     | (2)          |
| 1840/41  | Johann Ludwig Daniel Karl Lehnerdt |              |
| 1841     | Friedrich Wilhelm Backe            |              |
| 1841/42  | Friedrich Burdach                  | (4)          |
| 1842/43  | Friedrich Wilhelm Schubert         | (2)          |
| 1843/44  | Franz Ernst Neumann                |              |
| 1844/45  | Friedrich Burdach                  | (5)          |
| 1845/46  | Karl Rosenkranz                    | (1)          |
| 1846/47  | Ernst Meyer d. Ä.                  | (1)          |
| 1847/48  | Johannes Voigt                     | (3)          |
| 1848/49  | Friedrich Daniel Sanio             | (2)          |
| 1849/50  | Ernst Meyer d. Ä.                  | (2)          |
| 1850/51  | Karl Rosenkranz                    | (2)          |
| 1851/52  | Karl Rosenkranz                    | (3)          |
| 1852/53  | Martin Rathke                      |              |
| 1853/54  | Friedrich Wilhelm Schubert         | (3)          |
| 1854/55  | Friedrich Wilhelm Schubert         | (4)          |
| 1855/56  | Eduard von Simson                  | (1)          |
| 1856/57  | Eduard von Simson                  | (2)          |
| 1857/58  | Carl Friedrich Wilhelm Cruse       | Pharmakologe |
| 1858/59  | Friedrich Julius Richelot          |              |
| 1859/60  | Friedrich Daniel Sanio             | (3)          |

### 1860–1879
| Amtszeit | Name                     | Bemerkung            |
| -------- | ------------------------ | -------------------- |
| 1860/61  | Albert Hayn              | Geburtshelfer        |
| 1861/62  | Karl Rosenkranz          | (4)                  |
| 1862/63  | Karl Rosenkranz          | (5)                  |
| 1863/64  | Friedrich Daniel Sanio   | (4)                  |
| 1864/65  | Wilhelm von Wittich      |                      |
| 1865/66  | Ludwig Friedländer       | (1)                  |
| 1866/67  | Albrecht Wagner          |                      |
| 1867/68  | Gustav Werther           |                      |
| 1868/69  | Eduard Luther            |                      |
| 1869/70  | Johann Theodor Schirmer  | Jurist               |
| 1870/71  | Robert Caspary           | (1)                  |
| 1871/72  | Ernst von Leyden         |                      |
| 1872     | Karl Wilhelm Nitzsch     | (Sommersemester)     |
| 1872/73  | Robert Caspary           | (2) (Wintersemester) |
| 1873/74  | Karl Güterbock           | Strafrechtler        |
| 1874/75  | Ludwig Friedländer       | (2)                  |
| 1875/76  | Henri Jordan             |                      |
| 1876/77  | Hugo Hildebrandt         |                      |
| 1877/78  | Felix Dahn               |                      |
| 1878/79  | Karl Umpfenbach          |                      |
| 1879/80  | Karl Wilhelm von Kupffer |                      |

### 1880–1899
| Amtszeit  | Name                           | Bemerkung                           |
| --------- | ------------------------------ | ----------------------------------- |
| 1880/81   | Heinrich Martin Weber          |                                     |
| 1881/82   | Karl Schönborn                 |                                     |
| 1882/83   | Max Bauer                      | Mineraloge                          |
| 1883/84   | Paul Krüger (Jurist)           |                                     |
| 1884/85   | Bernhard Naunyn                | (1)                                 |
| 1885      | Theodor Freiherr von der Goltz | (Sommersemester)                    |
| 1885/86   | Bernhard Naunyn                | (2, Wintersemester)                 |
| 1886/87   | Julius Walter                  | (1841–1922), Philosoph              |
| 1887/88   | Philipp Zorn                   |                                     |
| 1888/89   | Hans Prutz                     |                                     |
| 1889/90   | Rudolf Grau                    |                                     |
| 1890/91   | Adalbert Bezzenberger          | (1)                                 |
| 1891/92   | Ludimar Hermann                |                                     |
| 1892/93   | Ferdinand Lindemann            |                                     |
| 1893/94   | Karl von Gareis                |                                     |
| 1894/95   | Wilhelm Fleischmann            | (1)                                 |
| 1895      | Heinrich Braun                 | (bis 1.12., Weggang nach Göttingen) |
| 1895/96   | Wilhelm Fleischmann            | (2) (ab 1. Dezember 1895)           |
| 1896/97   | Hermann Jacoby                 |                                     |
| 1897/98   | Hermann Baumgart               | Neuere Deutsche Literaturgeschichte |
| 1899/1900 | Friedrich Gustav Hahn          |                                     |

## 1900–1944

### 1900–1919
| Amtszeit | Name                        | Bemerkung                              |
| -------- | --------------------------- | -------------------------------------- |
| 1900/01  | Ludwig Lichtheim            |                                        |
| 1901/02  | Max Braun                   |                                        |
| 1902/03  | Karl Benrath                |                                        |
| 1903/04  | Ludwig Jeep                 |                                        |
| 1904/05  | G. Adolf Arndt              | (1849–1926), Staats- und Bergrechtler  |
| 1905/06  | Franz Rühl                  | (1)                                    |
| 1906/07  | Hermann Kuhnt               | (bis 31. März 1907, Weggang nach Bonn) |
| 1907     | Franz Rühl                  | (2) (ab 31. März 1907)                 |
| 1907/08  | Paul Volkmann               | Physiker                               |
| 1908/09  | August Johannes Dorner      | Theologe                               |
| 1909/10  | Berthold Haendcke           |                                        |
| 1910/11  | Alfred Manigk               |                                        |
| 1911/12  | Otto Krauske                |                                        |
| 1912/13  | Georg Winter                |                                        |
| 1913     | Richard Wünsch              | (Sommersemester)                       |
| 1913/14  | Otto Gerlach (Ökonom)       | (Wintersemester)                       |
| 1914/15  | Martin Schulze              |                                        |
| 1915/16  | Eilhard Alfred Mitscherlich |                                        |
| 1916/17  | Julius von Gierke           |                                        |
| 1917/18  | Johannes Hansen             |                                        |
| 1918/19  | Ernst Meyer                 |                                        |
| 1919/20  | Adalbert Bezzenberger       | (2)                                    |

### 1920–1944
| Amtszeit     | Name                        | Bemerkung       |
| ------------ | --------------------------- | --------------- |
| 1920/21      | Adalbert Bezzenberger       | (3)             |
| 1921/22      | Max Matthes                 |                 |
| 1922/23      | Walter Kaufmann             | (inkl. SS 1923) |
| 1923/24      | Alfred Uckeley              | (WS+SS)         |
| 1924/25      | Alfred Pillet               |                 |
| 1925/26      | Fritz Litten                |                 |
| 1926/27      | Willy Zielstorff            |                 |
| 1927/28      | Carl Kaiserling             |                 |
| 1928/29      | Erich Caspar                |                 |
| 1929/30      | Alfred Juncker              |                 |
| SS 1930      | Karl Erich Andrée           |                 |
| 1930/31      | Eilhard Alfred Mitscherlich | (2)             |
| 1931/32      | Eilhard Alfred Mitscherlich | (3)             |
| 1932/33      | Arthur Birch-Hirschfeld     |                 |
| 1933         | Dietrich Preyer             |                 |
| 1933–SS 1935 | Hans Heyse                  |                 |
| 1935/36      | Georg Gerullis              | (1)             |
| 1936/37      | Georg Gerullis              | (2)             |
| 1937/38      | Hans-Bernhard von Grünberg  | (1)             |
| 1938/39      | Hans-Bernhard von Grünberg  | (2)             |
| 1939/40      | Hans-Bernhard von Grünberg  | (3)             |
| 1940/41      | Hans-Bernhard von Grünberg  | (4)             |
| 1941/42      | Hans-Bernhard von Grünberg  | (5)             |
| 1942/43      | Hans-Bernhard von Grünberg  | (6)             |
| 1943/44      | Hans-Bernhard von Grünberg  | (7)             |